# Carson (Washington)
Carson az Amerikai Egyesült Államok északnyugati részén, Washington állam Skamania megyéjében elhelyezkedő statisztikai település. A 2010. évi népszámlálási adatok alapján 2279 lakosa van.
Carson postahivatala 1894 óta működik. A település nevét a Carson-patakról kapta.

## Fordítás
- Ez a szócikk részben vagy egészben  a   Carson, Washington című angol Wikipédia-szócikk ezen változatának fordításán alapul.  Az eredeti cikk szerkesztőit annak laptörténete sorolja fel. Ez a jelzés csupán a megfogalmazás eredetét és a szerzői jogokat jelzi, nem szolgál a cikkben szereplő információk forrásmegjelöléseként.